# دون إيفانز
دون إيفانز (بالإنجليزية: Don Evans)‏ هو كاتب أمريكي، ولد في 1938 في ميرشانتفيل في الولايات المتحدة، وتوفي في 16 أكتوبر 2003.